# Eurowings Europe
Eurowings Europe — мальтійська бюджетна авіакомпанія та дочірня компанія Lufthansa Group. Розпочала свою діяльність в червні 2016 року. До 2022 року мала австрійську реєстрацію.

## Історія
У січні 2016 року портал ch-aviation повідомив, що Eurowings Europe планує розпочати роботу в середині року, обслуговуючи маршрути по всьому континенту з початкової бази у Відні. Приблизно через тиждень після отримання сертифіката експлуатанта від австрійських органів цивільної авіації Eurowings Europe вилетіла з Відня до Аліканте 23 червня 2016 року, це був перший рейс. Вона запозичила фірмовий стиль своєї німецької сестринської авіакомпанії Eurowings.
У вересні 2019 року Lufthansa Group оголосила, що з січня 2020 року Austrian Airlines візьме в оренду чотири Airbus A320-200, що базуються у Відні, у Eurowings Europe. Авіакомпанія також візьме на себе деякі рейси Austrian Airlines з аеропортів Зальцбурга та Інсбрука. У квітні 2020 року через пандемію Covid-19 було скасовано договір про оренду чотирьох літаків Austrian Airlines у Відні.
У жовтні 2019 року Eurowings Europe придбала базу в Приштині у своєї дочірньої авіакомпанії Germanwings.
У червні 2021 року було оголошено, що Eurowings Europe розширить свою європейську мережу, відкривши нову базу в аеропорту Праги, починаючи з жовтня 2021 року, з двома літаками, які базуватимуться на зимовий сезон і три на літній. Напрямки включатимуть такі європейські міста, як Барселона та Мілан, а також такі місця відпочинку, як Балеари, Канарські острови та Тель-Авів.
У липні 2022 року було оголошено, що Eurowings Europe Gmbh залишить свою австрійську реєстрацію та зареєструється на Мальті та буде перейменована на Eurowings Europe Ltd.

## Напрямки
Eurowings Europe здійснює регіональні рейси по всій Європі. Станом на травень 2017 р. має три бази: у Відні, Зальцбурзі та Пальмі-де-Мальорка

## Флот

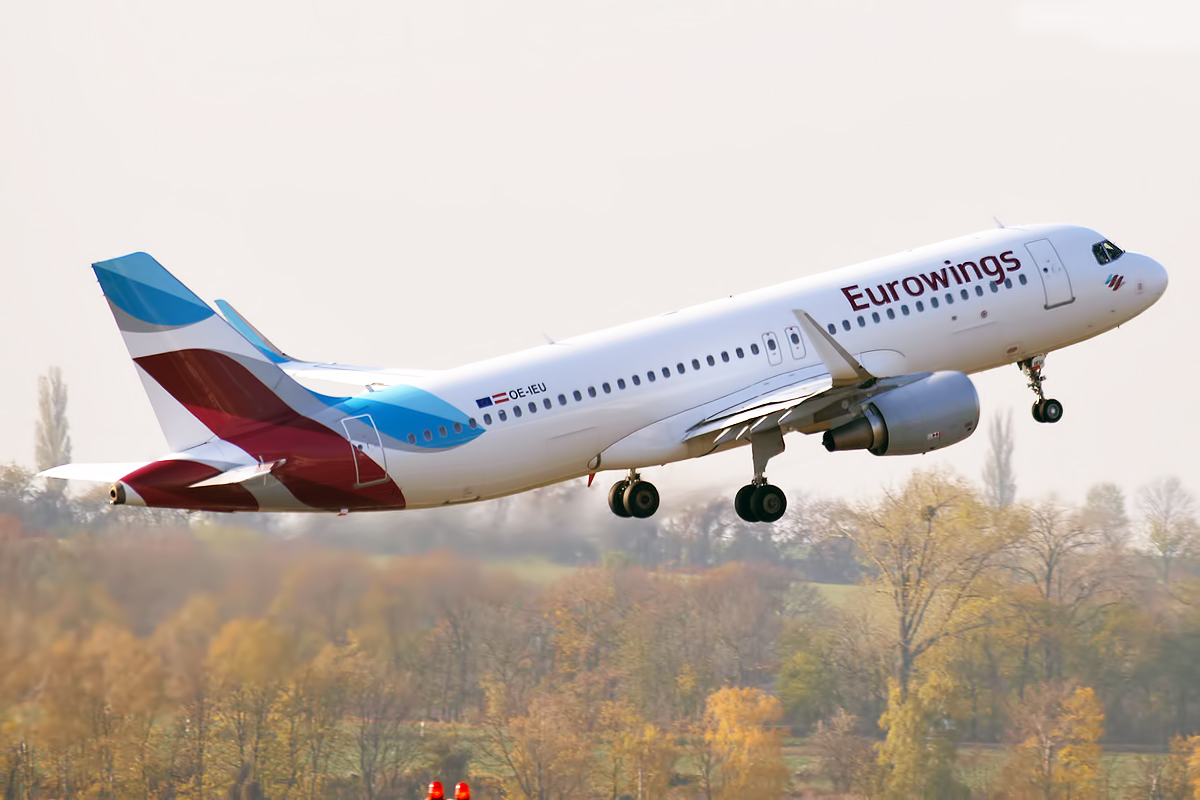
Літак Airbus A320-200 Eurowings Europe злітає в аеропорту Відня, листопад 2016

Флот Eurowings Europe на серпень 2022:
| Тип             | В дії | Замовлено | Пасажирів | Примітки |
| --------------- | ----- | --------- | --------- | -------- |
| Airbus A319-100 | 6     | —         | 150       |          |
| Airbus A320-200 | 13    | —         | 180       |          |
| Разом           | 19    | —         |           |          |